# Попко Олександр Олексійович
Попко Олександр Олексійович (1894—1974) — український та радянський археолог, історик.

## Біографія
Народився у селі Малий Кривець Новозибківського повіту Чернігівської губернії.
Закінчив Київський університет у 1925 році. Протягом 1936—1946 років (за винятком воєнних років) працював у Чернігівському історичному музеї. Очолював музейний колектив у 1943—1945 роках. В його особовій справі міститься характеристика, де, зокрема, зазначається: «За 2,5 роки своєї роботи у музеї виявив злочинну бездіяльність і халатність, чим довів цінності фондів до складного стану, що загрожувало загибелі цих неповторних речей історико-культурної спадщини». Така характеристика, ймовірно, пояснюється тим, що Попко перебував на окупованій території і у 1943 році на нетривалий час був заарештований органами НКВС.
З 1946 р. до 1956 р. працював у Інституті археології АН УРСР.
Досліджував археологічні старожитності Чернігівщини. Брав участь в розкопках Чернігова (1946—1953), у розкопках в Шестовиці (1949), проводив розвідки в околицях Любеча, Чернігова.

## Твори
- Праці про музей або написані під час роботи в ньому: Попко О. Реставрація архітектурних пам'ятників Чернігова // Десн. правда. — 1944. — 17 груд. — №.138 — С.4.
- (рос.)Попко А., Находка латенской фибулы в Чернигове // Археология. — 1965. — № 1. — С.264—265.
- Попко О., Слов'янські археологічні пам'ятки у нижній течії Десни (за матеріалами археологічних розкопок 1946—1947 років) // В кн.: Середні віки в Україні. — Вип.1. — К.,1971. — С.129—140.